# 波士頓美術館
波士頓美術館（英語：Museum of Fine Arts, Boston，簡稱），位于美國麻薩諸塞州波士頓，是全美最大博物馆之一。

## 历史
1876年7月4日美國建國百年時對外開放，之後在1909年迁到现址。館藏近45萬件艺术品，每年吸引超过100万人次参观。2019年，它是全世界第52热门的艺术博物馆，美国第10热门的藝術博物馆。
博物馆有一附属艺术学院，名波士頓美術館學校（School of the Museum of Fine Arts, Boston），另有位于日本名古屋的姊妹馆，名為名古屋波士頓美術館。 博物館每天上午10:00至下午5:00開放。除了星期二。

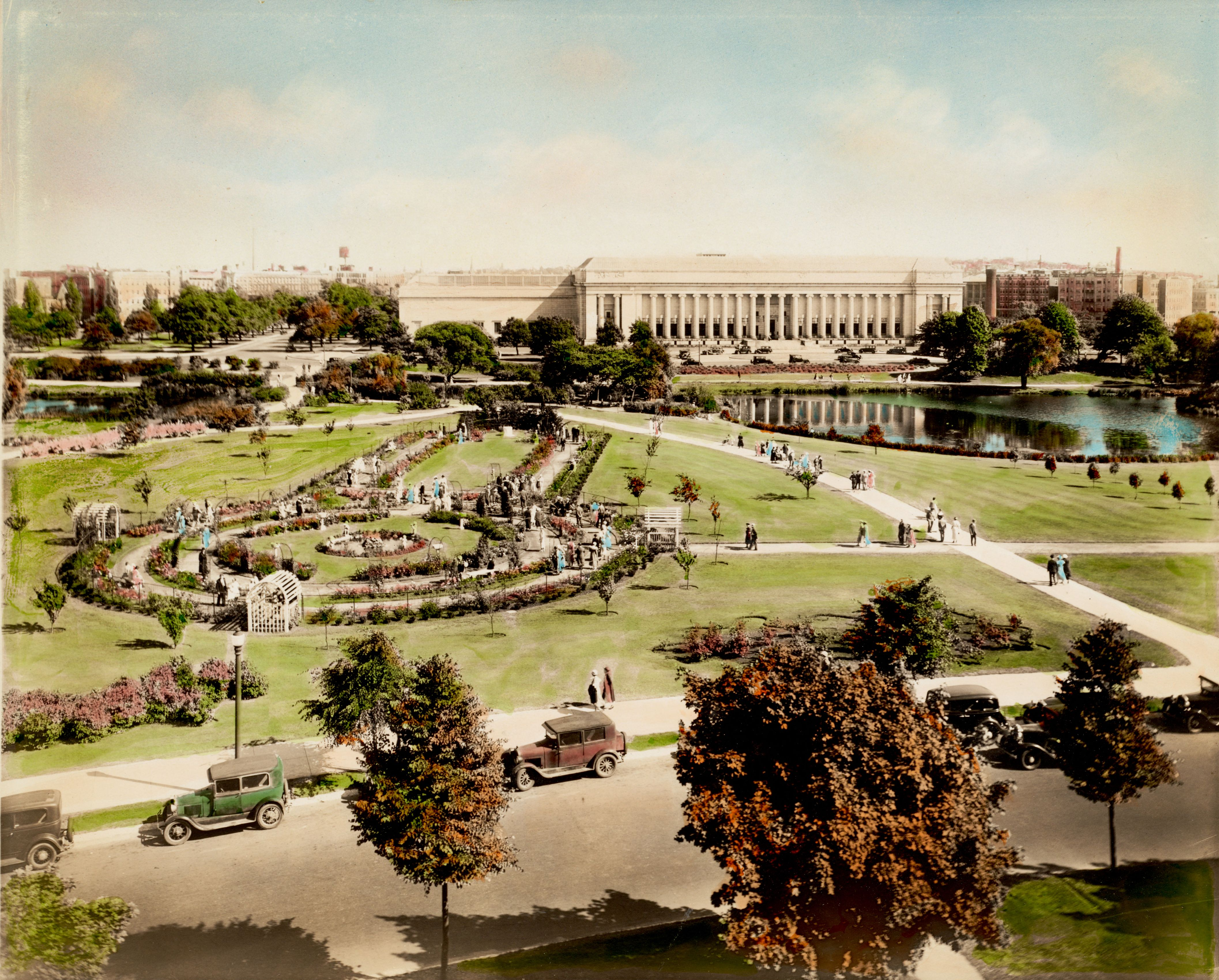
1925年的波士頓美術館

## 外部連結
- 波士頓美術館官方网站 （页面存档备份，存于）